# حمله ژوئیه ۲۰۲۳ به جنین
در ۳ ژوئیه ۲۰۲۳، ارتش اسرائیل یک عملیات یورش بزرگ به اردوگاه آوارگان جنین در شهر فلسطینی جنین در کرانه باختری اشغالی انجام داد. دولت اسرائیل دلیل از این عملیات را که «عملیات خانه و باغ» نامیده می‌شود، هدف قرار دادن شبه‌نظامیان داخل اردوگاه قلمداد نمود.
عملیات مذکور در ساعات اولیه سوم ژوئیه ترتیب داده شد که منجر به کشته شدن حداقل ده فلسطینی و زخمی شدن ۱۰۰ نفر دیگر گردید. ارتش تأکید کرد که این عملیات «موردی از یک مجموعه» است که به منطقه کمپ پناهندگان در جنین محدود می‌شود. بیش از ۵۰۰ خانواده فلسطینی به دلیل حمله اسرائیل مجبور به ترک خانه‌های خود شدند.
این حمله بزرگ‌ترین تهاجم و استقرار نیروی هوایی علیه شبه نظامیان در کرانه باختری در ۲۰ سال گذشته، از زمان جنگ در جریان انتفاضه دوم، قلمداد می‌شود. به نظر می‌رسد اختلافاتی میان مقامات نظامی و سیاسی اسرائیلی در مورد مقیاس و هدف عملیات وجود داشته است.